# Каво Бенедетино II (Ферара)
Каво Бенедетино II је насеље у Италији у округу Ферара, региону Емилија-Ромања.
Према процени из 2011. у насељу је живело 24 становника. Насеље се налази на надморској висини од 7 м.